# No Quarter: Jimmy Page and Robert Plant Unledded
No Quarter: Jimmy Page and Robert Plant Unledded uživo je album dvojice britanskih glazbenika i bivših članova rock sastava Led Zeppelin, Jimmyja Pagea i Roberta Planta, koji po koncertima nastupaju pod imenom Page and Plant.
Album izlazi 1994. godine i objavljuje ga diskografska kuća Atlantic Records. Ovaj dugoočekivani susret između Pagea i Planta, dogodio se na 90 minutnom MTV-om projektu "UnLedded", snimljenom u Maroku, Walesu i Londonu, te je visoko rangirano na televizijskim mrežama. To nije bilo ponovno okupljanje Led Zeppelina jer bivši basist i klavijatrurist John Paul Jones, te bubnjar John Bonham nisu bili prisutni. Jones je čak kasnije komentirao da nije bio zadovoljan što su na popis pjesama uvrstili i Led Zeppelinovu "No Quarter" koju je u velikoj mjeri on napisao.
Osim akustičnih, materijal se sastoji i od klasičnih Zeppelinovih skladbi zajedno s Middle-Eastern and Moroccan-influenced skladbama: "City Don't Cry," "Yallah," ("The Truth Explodes") "Wonderful One" i "Wah Wah".
Album je bio #4 na Billboardovoj debitantskoj ljestvici pop albuma.

## Popis pjesama
Sve pjesme napisali su Jimmy Page i Robert Plant, osim gdje je drugačije naznačeno.

### Originalna verzija
Na samom početku album je objavljen u Sjedinjenim Državama sa sljedećim pjesmama:
1. "Nobody's Fault but Mine" – 4:06
2. "Thank You" – 5:47
3. "No Quarter" (Jones/Page/Plant) – 3:45
4. "Friends" – 4:37
5. "Yallah" – 4:59
6. "City Don't Cry" – 6:08
7. "Since I've Been Loving You" (Jones/Page/Plant) – 7:29
8. "The Battle of Evermore" – 6:41
9. "Wonderful One" – 4:57
10. "That's the Way" – 5:35
11. "Gallows Pole" (Traditional arr. Page/Plant) – 4:09
12. "Four Sticks" – 4:52
13. "Kashmir" (Page/Plant/Bonham) – 12:27

- Međunarodno izdanje, "Wah Wah" prethodno uključena kao "That's the Way".

### Reizdanje iz 2004.
Na desetu obljetnicu, album je ponovno objavljen s različitim omotom i sljedećim pjesmama:
1. "Nobody's Fault but Mine" – 4:06
2. "No Quarter" (Jones/Page/Plant) – 3:45
3. "Friends" – 4:37
4. "The Truth Explodes" (formerly known as "Yallah") (Page/Plant) -4:59
5. "The Rain Song" – 7:29
6. "City Don't Cry" – 6:08
7. "Since I've Been Loving You" (Jones/Page/Plant) – 7:29
8. "The Battle of Evermore" – 6:41
9. "Wonderful One" – 4:57
10. "That's the Way" – 5:35
11. "Wah Wah" – 3:59
12. "Gallows Pole" (Traditional arr. Page/Plant) – 4:09
13. "Four Sticks" – 4:52
14. "Kashmir" (Page/Plant/Bonham) – 12:27

"Gallows Pole" i "Wonderful One" također su objavljene kao singlovi.

## Top ljestvica

### Album
| Ljestvica (1994.)                       | Pozicija |
| --------------------------------------- | -------- |
| UK ljestvica albuma                     | 7        |
| Švedska ljestvica albuma                | 10       |
| SAD Billboard 200                       | 4        |
| Australija ARIA top ljestvica 50 albuma | 2        |
| Kanada RPM top 100 ljestvica            | 3        |
| Švicarska top ljestvica albuma          | 16       |
| Njemačka top ljestvica albuma           | 18       |
| Nizozemska top ljestvica albuma         | 33       |
| Austrija top ljestvica albuma           | 27       |
| Novi Zeland RIANZ top 50 albuma         | 13       |
| Francuska top ljestvica albuma          | 8        |

### Singlovi
| Godina | Singl          | Ljestvica                                      | Pozicija |
| ------ | -------------- | ---------------------------------------------- | -------- |
| 1994.  | "Gallows Pole" | SAD Billboard Hot Mainstream Rock Tracks Chart | 2        |
| 1994.  | "Gallows Pole" | Kanada RPM top 100 ljestvica                   | 14       |
| 1994.  | "Gallows Pole" | Francuska ljestvica singlova                   | 50       |
| 1994.  | "Gallows Pole" | UK ljestvica singlova                          | 35       |
| 1995.  | "Gallows Pole" | Australian ARIA Top 50 Singles Chart           | 46       |
| 1995.  | "Thank You"    | SAD Billboard Hot Mainstream Rock Tracks Chart | 8        |
| 1995.  | "Thank You"    | Kanada RPM top 100 ljestvica                   | 40       |

### Video uradak
| Ljestvica (1994.)                                    | Pozicija |
| ---------------------------------------------------- | -------- |
| SAD Billboard Comprehensive glazbena video ljestvica | 2        |
| Ljestvica (1995.)                                    | Pozicija |
| SAD Billboard top glazbena video ljestvica           | 4        |
| SAD Billboard top VHS ljestvica prodaje              | 15       |
| Mađarska MAHASZ top 20 ljesvica DVD-a                | 3        |
| Australija ARIA glazbena DVD ljestvica               |          |

## Izvođači
| - Jimmy Page: gitara, mandolina, vokal - Robert Plant: Vokal - Charlie Jones: bas-gitara, udaraljke - Michael Lee: bubnjevi, udaraljke - Ed Shearmur: klavijature, orgulje, piano - Porl Thompson: gitara, bendžo - Nigel Eaton: hurdy gurdy - Jim Sutherland: mandolina, bodhrán - Abdel Salam Kheir: oud - Ibrahim Abdel Khaliq: udaraljke - Hossam Ramzy: udaraljke - Farouk El Safi: def, bendir - Najma Akhtar: prateći vokali - Bashir Abdel Al Nay: žičani instrumenti - Amin Abdelazeem: žičani instrumenti - Ian Humphries: violina - David Juritz: violina - Elizabeth Layton: violina | - Pauline Lowbury: violina - Rita Manning: violina - Mark Berrow: violina - Ed Coxon: violina - Harriet Davies: violina - Rosemary Furness: violina - Perry Montague-Mason: violina - David Ogden : violina - Janet Atkins: violina - Andrew Brown: violina - Rusen Gunes: violina - Bill Hawkes: violina - Caroline Dale: Violončelo - Ben Chappell: Violončelo - Cathy Giles: Violončelo - Stephen Milne: Violončelo - Sandy Lawson: Didjeridu. - Storme Watson: Didjeridu. |

## Produkcija
- Jimmy Page: producent
- Robert Plant: producent
- Mike Gregovich: tehničar, miks
- Martin Meissonnier: reprodukcija.
- Andy Earl: fotografija
- Cally: dizajn
- Kevin Shirley: stereo remiks i surround zvuk na izdanju 2004. godine